# Prințul Mihail Feodorovici al Rusiei
Prințul Mihail Feodorovici Romanoff (franceză Michel Romanoff; 4 mai 1924 – 22 septembrie 2008) a fost un realizator francez de filme. A fost descendent al țarilor ruși din dinastia Romanov. Tatăl său a fost văr primar cu ultimului Țar al Rusiei, Nicolae al II-lea.

## Biografie
Prințul Mihail Feodorovici s-a născut la Paris. A fost singurul fiu al Prințului Feodor Alexandrovici al Rusiei și a soției acestuia, Irina Pavlovna Paley. Tatăl său era descendent al Romanovilor atât pe linie paternă cât și maternă. Mama lui provenea din căsătoria morganatică a Marelui Duce Paul Alexandrovici al Rusiei și a celei de-a doua soții, Prințesa Olga Valerianovna Paley, contesă de Hohenfelsen. Prințul Mihail Feodorovici s-a numit în Franța Michel Romanoff (numele civil în documentele franceze). A crescut la Paris și Biarritz. Copil fiind a învățat franceza, engleza și rusa. Mai târziu a învățat spaniola și catalana.
După separarea părinților săi în 1932, Prințul Mihail Feodorovici a locuit cu mama sa la Neuilly unde a urmat școala École du Montcel. Odată cu izbucnirea celui de-al Doilea Război Mondial familia s-a mutat la Biarritz. A servit în infanteria franceză între 1945 și 1946.

## Vezi și
- Listă de regizori francezi
- Listă de regizori ruși